# جلال محمدف
جلال محمدف (ترکی آذربایجانی: Cəlal Cabbar oğlu Məmmədov; ۹ دسامبر ۱۹۱۸ – ۴ فوریهٔ ۱۹۸۳) چهره سرشناس اجتماعی و دولت‌مرد آذربایجانی، نویسنده، مترجم، سردبیر مجله «آذربایجان» (۱۹۶۶–۱۹۷۵)، دریافت کننده عنوان افتخار هنرمندان افتخاری آذربایجان شوروی، و دبیر اتحادیه نویسندگان اتحاد جماهیر شوروی و آذربایجان شوروی بود.

## زندگی‌نامه
جلال محمدف در ۹ دسامبر سال ۱۹۱۸ در شهر ایروان به دنیا آمد. وی دانش‌آموخته رشته حقوق از دانشگاه دولتی آذربایجان بود. جلال محمدف به عنوان ویراستار در بخش داستان‌نویسی «آذرنشر»، سردبیر «انتشارات آموزش و پرورش آذربایجان»، قائم مقام کمیته صدا و سیما، و نایب سردبیر روزنامه «کمونیست» کار کرد. در سال ۱۹۶۶ به عنوان سردبیر مجله «آذربایجان» تعیین شد و از سال ۱۹۷۵ تا پایان عمرش جانشینی اول کمیته دولتی تجارت، چاپ و نشر کتاب را به عهده گرفت.
جلال محمدف در ۴ فوریه ۱۹۸۳ در باکو درگذشت.